# ミランダ対アリゾナ州事件
ミランダ対アリゾナ州事件（ミランダたいアリゾナしゅうじけん、英:Miranda v. Arizona (384 U.S. 436 (1966))）は、犯罪被疑者の所持する権利を支持したアメリカ合衆国最高裁判所の判決のひとつ。
強姦罪・誘拐罪の罪に問われたアーネスト・ミランダが、弁護人を同席させる権利があることを知らされないまま強要された自白内容を根拠にアリゾナ州裁判所で有罪判決を言い渡された事件に端を発するものである。この事件を契機として、アメリカ合衆国最高裁判所は判決の中で警察に対し、「ミランダ警告」として知られる告知を逮捕時に行うことを義務付けた。

## 背景

### 法的支援運動
1960年代、被告に法的支援を与える運動が様々な弁護士会の集約的行動から持ち上がった。
民法の領域では、リンドン・B・ジョンソン大統領の「偉大なる社会」プログラムの下にリーガルサービセズ社を創設することに繋がった。「ミランダ事件」の密接な予兆となる「エスコベド対イリノイ州事件」(378 U.S. 478 (1964))は、警察の尋問の間に相談人の同席を規定した。この概念は、多くの者が野蛮で不正と考えていた警察の尋問行動に関する関心に拡がった。高圧的な尋問術は当時の俗語で「第三級」と呼ばれていた。

### 逮捕と有罪判決
1963年3月、アーネスト・アルトゥーロ・ミランダ（1941年アリゾナ州メサの生まれ、同州フラグスタッフ居住）が強盗罪で逮捕された。ミランダは後に、2日前に18歳の女性を強姦したことを自白した。裁判では検察がミランダの自白を証拠として（反対を押して）提出しただけでなく、犠牲者がミランダを襲撃者として肯定的に同定したことも証拠として提出していた。ミランダは強姦と誘拐の罪で有罪とされ、それぞれに20年から30年の禁固を言い渡されたが、それぞれの刑期は同時に進行することとされた。ミランダの公選弁護人ジョン・J・フリンはアリゾナ州最高裁判所に控訴し、同最高裁判所も下級審の判決を支持した。この支持においてアリゾナ州最高裁判所は、ミランダが具体的に弁護士を要請しなかったという事実を重視した。

## 判決
元検察官でアメリカ合衆国最高裁判所長官のアール・ウォーレンは判決理由を述べて、被疑者がその権利を知らされ、被疑者がそれを放棄したのでなければ、アメリカ合衆国憲法修正第5条の自己負罪条項と同第6条の弁護士の援助を得る権利に照らして、警察の拘置所における尋問の高圧的な性格のために（ウォーレンは審理のときには出されなかった警察の訓練マニュアル数冊に言及した）、如何なる自白も受け入れられないと裁定した。かくしてミランダの自白による有罪判決は破棄。
判決では、被疑者がその権利を実行することを選んだ場合に起こることも明確にした。

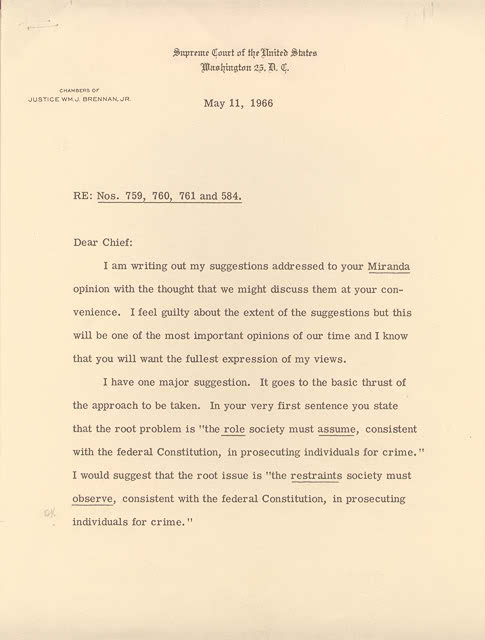
ブレナン判事のミランダ判決に関するコメント

アメリカ自由人権協会が最高裁判所に、警察での全ての尋問には「警察署」付き弁護士の同席を「義務」付けるよう要請したが、ウォーレンはそこまでやることを拒否し、「即座に」弁護士を要求することは被疑者の利益を守ることになると示唆することも含めて拒否した。どちらにしても有能な弁護士であれば警察に何も言わないように依頼者に忠告するであろうから、尋問は無益になるものと考えられた。
ウォーレンはFBIが実際にやっている方法や軍事司法統一法典の規則で、そのどちらも被疑者に黙秘を行使する権利があることを伝えるように要求していることを指摘した。FBIの警告には弁護士に相談する権利を告げることも含まれていた。
しかし、不同意だった判事達は提案された警告が究極的に大きな効果に繋がると考えた。一旦警告された被疑者は常に弁護士を要求し、警察が自白を求める能力を否定すると明らかに考え、その結果高圧的尋問の問題に過剰に反応すると非難した。

### ハーランの異議
ハーラン判事はその異議の中で、「アメリカ合衆国憲法の文章においても精神においても、また判例においても、憲法の責任を充足するという名目でこれほど裁判所が軽率に採用した不器用で一方的な行動を規定するものは無い。」と書いていた。ハーランは元判事のロバート・H・ジャクソンが「この裁判所は憲法という神殿に新しい話を永久的に付け加えていくのであり、その神殿は1つの話であまりに多くのものが付け加えられたときには崩壊の道を辿る」と発言したことを引用してその発言を締め括った。

### クラークの異議
トム・C・クラーク判事の表明した別の異議では、ウォーレンの判決が「余りに遠くまで、余りに早く」行き過ぎたと述べていた。クラーク判事はその替わりに「ヘインズ対ワシントン州事件」でゴールドバーグ判事が公表した「事態の総合性」テストを使うとした。このテストで裁判所は次のようになると述べた。

## 判決の影響
ミランダは再審査され、このときは検察が自白を証拠に用いなかったが、目撃者を呼び、他の証拠を使った。ミランダは1967年に有罪とされ、20年ないし30年の禁固を宣告された。ミランダは1972年に仮釈放された。釈放後は元の居住地域に戻り、警官の『ミランダ・カード』を執筆して静かに暮らした（この中には被逮捕者に読み聞かせる警告文を含んでいる）。ミランダは1976年1月31日に酒場で喧嘩になり刺されて死んだ。
「ミランダ」判決の後、国中の警察署は逮捕された者に「ミランダ警告」と呼ばれた規則の下にその権利を教えるよう要求された。
「ミランダ」判決は、判決に示されたように被疑者にその権利を告げるのは多くの者が不公平だと感じたので、広く批判された。後のリチャード・ニクソン大統領や他の保守派は警察の効率を損なうものだと非難し、犯罪の増加に繋がるものだと主張した。ニクソンは大統領になるときに、厳格な構成主義で司法抑制を実行するであろう裁判官を指名すると約束した。法の強制を支持する者の多くは判決の警官に対する消極的見解に激怒した。連邦政府の1968年総合犯罪防止・安全市街地法は、連邦犯罪事件に対して「ミランダ判決」を覆し、「ミランダ」以前に行われていた「事態の総合性」を復活させることが目された。現在でも18 U.S. Code 3501として法典に載っているこの法の規定の有効性については、司法省が刑事裁判に自白を証拠として採用させるためにこの法には頼ろうとしなかったのでその後の30年間判断材料とされなかった。「ミランダ」判決は、「ミランダ警告」に幾らかの例外を認めると見られるその後の判例で弱められ、修正第5条の必然的帰結であるという主張も弱くなってきた。
しかし時が経過するにつれて、「ミランダ警告」は身近なものとなり広く受け入れられてきた。この判決以降のテレビでは警官が「ミランダの権利」を被疑者に読み上げるシーンが普通になり、逮捕場面では当然の要素になってきた。アメリカ人は、この警告が警察の尋問の合法性について改善されていると考え始めた。実際に多くの被疑者がミランダの権利を放棄し、自白してきた。

## その後の展開
被疑者がその権利を理解することを求められるのが通常になったので、裁判所はその後にミランダの権利を放棄したものはその権利を知っており、知識があり自発的だったものとも裁定した。多くのアメリカの警察署は、尋問が発生する場合に被疑者が署名し日付を記す（警告を再度聞き、読んだ後で）ミランダの権利の放棄書を印刷して備えた。
しかし、「知っており、知識があり自発的である」という文言は被疑者が合理的に自分の行うことを理解しており高圧的に放棄書に署名させられてはいないと見えることを意味するだけである。最高裁判所は「コロラド州対コンリー事件」(479 U.S. 157 (1986))で被疑者がその時実際に正気ではなかったかどうかには関わらないと裁定した。
「ミランダ」の基準に違背して得られた自白は、それでも被告の証言に疑いを投げ掛ける目的で使われてきた可能性がある。すなわち、被告が裁判に掛けられ、検察が被告の信頼性を攻撃するために以前の矛盾した供述としてその自白を紹介したい場合、「ミランダの権利」はこれを禁じていない（「ハリス対ニューヨーク州事件」(401 U.S. 222 (1971))を参照）。
被告が拘留されているときの「自発的な」供述は、被告がミランダの警告を与えられておらず、あるいは相談する権利を行使し、弁護士がまだ同席していなかった場合であっても、有罪を呼び込む反応を生みそうな警察による質問や行動に対する反応でその供述がなされていない限り、証拠として認められる（「ロードアイランド州対イニス事件」(446 U.S. 291 (1980))を参照）。
尋問前にミランダの警告が与えられるという要求事項に対して「公の安全」という例外もある。例えば、被告が操作する者のいない銃の場所について情報を持っているか、あるいは大衆を守るために緊急の類似した状況がある場合は、被告は警告やその応答無くして尋問され、有罪とするものであっても証拠として採用される（「ニューヨーク州対クァレルズ事件」(467 U.S. 649 (1984))を参照）。2009年、カリフォルニア州最高裁判所はある少女が64日間行方不明となり、後に殺されていることが分かったという事実にも拘わらず、リチャード・アレン・デイビスに対して公の安全例外を適用し、有罪とした。
「ミランダ」の支持者および反対者双方による多くの実証的研究によって、ミランダの警告を与えることは被疑者が弁護士無しで警察に証言することに同意するかについてはほとんど効果がないと結論づけた。しかし、法学教授のポール・カッセルを代表とする「ミランダ」の反対者は、（ミランダの警告が無かったらあるいは放棄書が無ければ他の方法で起訴される）刑法被疑者の3ないし4％はまだ高過ぎる代償であると主張している。
アメリカ合衆国議会が「ミランダ」を覆すことの有効性が試された「ディッカーソン対アメリカ合衆国事件」(530 U.S. 428 (2000))では、「ミランダ」が強力な異議を抑えて生き残った。問題はミランダの警告がアメリカ合衆国憲法で実際に強制されているか、あるいはむしろ単に司法政策の事項として法制化される手段だということかだった。
「ディッカーソン対アメリカ合衆国事件」で最高裁判所は7対2の票決により、ウィリアム・レンキスト長官の発言により「警告は我々国民の文化の一部になってきた」と裁定した。アントニン・スカリア判事の異議では、「ミランダの警告」が憲法で求められているのではないと主張し、このときの裁判の多数派、自分自身、レンキスト長官、ケネディ、オコーナーおよびトーマス各判事に実証した一揃いの判例は「ミランダを侵犯することは憲法を侵犯することではないと考えるとして記録された」と引用した。
「ディッカーソン事件」は奇抜な状況下で判決に辿り着いた。ビル・クリントン政権でのアメリカ合衆国司法省は「ミランダ」を有効と取り扱ったが、第4巡回裁判所が（独自の発案で）カッセル教授の提案を採用し、アメリカ合衆国議会が「ミランダ」を総合犯罪防止・安全市街地法で置き換えたと裁定した後は、最高裁判所は巡回裁判所で意見が分かれることを避けるために移送命令書を認めざるを得なかった。アメリカ合衆国訟務長官がその法の合憲性を守ることを拒否したので、最高裁判所はカッセル教授を招いて「ミランダ」の有効性に対する反論をさせた。
時が経過し、尋問者達はミランダの「精神」ではなくて「文章」を重んじる技術の考案を始めた。「ミズーリ州対シーバート事件」(542 U.S. 600 (2004))では最高裁判所がより議論の多い慣行の一つを止めさせた。ミズーリ州警察は意図的にミランダの警告を控えておいて被疑者が自白するまで尋問をし、その後に警告を与えて放棄書を得、「再度」自白を得た。スーター判事は多数意見について「『ミランダ』の本質を抜くように策謀した戦略家は、『ディッカーソン』で議会は法によっては実行できないと主張したことを訓練指導書によって達成できなかった。」と記した。

## 6つの規則
ミランダ規則は、拘置所における警察尋問の生産物である刑事事件の証言証拠の利用に適用されている。ミランダの相談する権利と黙秘を通す権利はアメリカ合衆国憲法修正第5条の自己負罪条項から得られている。それ故にミランダを適用するには次の6つの要素が無くてはならない。
1. 証拠が集められていなければならない
2. 証拠は証言でなければならない[5]
3. 証拠は被疑者が拘置されているときに得られたものでなければならない[6]
4. 証拠は尋問の産物でなければならない[7]
5. 尋問は州のエージェントによって行われたものでなければならない[8]
6. 証拠は刑事告発の間に州によって提出されなければならない[9]

この最初の要求は明白である。被疑者が尋問の間に一言も供述しないならば、そのミランダの権利を教えられていないという事実は重要でない。第2のミランダ規則は、修正第5条で規定される「証言」証拠にのみ適用される。修正第5条の目的のために、証言は明らかにあるいは暗黙に事実関係を述べるか情報を明かした対話を意味している。ミランダ規則は有罪にするか不利な証拠を生む可能性がある断定的では無い行動に人が関わるよう強制することを禁じてはいない。従って、被疑者に手書き文字を書かせるか音声標本、指紋、DNA標本、毛髪標本および歯形を採るような識別手続に参加させることはミランダ規則の中のことではない。そのような身体的あるいは現実の証拠は非証言であり、修正第5条の自己負罪条項で守られてはいない。一方、ある種の口頭ではない行動は証言になりうる。例えば、被疑者が「お前は犠牲者を殺したか」という質問に頭を上下させて反応した場合はその行動が証言である。その行動は「はい、私がやりました」と言っているのと同じであり、ミランダ規則が適用される。
ミランダ規則の第3、証拠は被疑者が拘置されているときに得られたものでなければならない。この制限は、ミランダの目的が逮捕に付随する警察が支配する雰囲気に特有の強制から被疑者を守るという事実に従っている。拘置は被疑者が逮捕されているか、その行動の自由が「正式な逮捕に伴う」程度に拘束されていることを意味している。正式の逮捕は、ある警官が逮捕する意図を持って、身体的に強制するか、その者を逮捕する意図を示した警官の管制下にその者が出頭するかという手段で、その者を拘置したときに発生する。ある者に「逮捕された」と告げることは、そのものが他の方法で身体的に拘束されていない場合でも、この要求を満たすには十分である。正式な逮捕ではない場合、被疑者の立場で理性ある人が自分は逮捕されていると信じるかどうかに掛かっている。この目的テストを適用するために、最高裁判所はミランダが停止させた運転手への街頭質問、あるいは町で短時間呼び止めた人への質問、いわゆるテリー・ストップには適用されないとした。この運転手や歩行者が自由に立ち去ることができなかったとしても、この行動の自由への干渉は修正第5条の目的とする拘置とは考えられない。これと同様に、尋問される目的で自発的に警察署に来た者は拘置されておらず、特に警察が被疑者に逮捕されてはおらず立ち去り自由と伝えたときはミランダの警告にはあたらないと裁定した。
ミランダ規則の第4、証拠は尋問の産物でなければならない。拘置所にいる人による自発的供述は「ミランダ」を巻き込まない。「ロードアイランド州対イニス事件」で、最高裁判所は尋問を明白な質問と定義し、「警察の側の言葉や行動（逮捕や拘置に通常付随する者以外）は、被疑者から不利な反応を引き出す可能性がかなり強いことを、警察は知っておくべきである。」とした。かくして、警察が「被疑者から不利な反応を引き出す可能性がかなり強いことを、警察は知っておくべき」習慣が「尋問に等しい。」例えば、被疑者を不利な証拠に直面させることは、警官が明白に「あなたはこれをどう説明するか」と聞いているので、十分に尋問に等しいものを想起させ得る。一方、「警官の発言や行動の予期できない結果」は尋問とはならない。この定義に拠れば、飲酒検査の間の決まり文句は「ミランダ」を意味しない。例えば、酒酔い運転の者を逮捕し飲酒検知テストをするために警察署に連れて行った警官である。警察署に居るときの警官は、歩けとか回れ、1本足で立てとか自分の鼻を指せといったある種精神物理学テストを行うよう被告に求める場合もある。被逮捕者にどうやってテストをするか、どうやってテストに対応するかを教授するのは通常の慣行である。この教授の間に「しらふの時でもそんなことはできない」というような被逮捕者によって成される不利な陳述は尋問の産物とはされない。同様に車などの資産を探すために同意を求めたことへの反応でなされた不利な陳述は尋問の産物とは考えられない。
ミランダ規則の第5、尋問は州のエージェントによって行われたものでなければならない。修正第5条に規定する被告の権利侵害を実証するために、被告は州の行動を示さなければならない。「ミランダ」の文章において、これは尋問が州のエージェントだと分かる者によって行われたものでなければならないことを意味している。もし尋問が被疑者にとっては法の執行官であると分かる人によって行われるならば、州の行動規定は疑いもなく合致している。一方、一般市民が証言を得る場合には、その供述を取り巻く環境が拘置所であっても州の行動にはならない。隠密の警官による尋問を通じた自白、あるいはもし被疑者が警官によって質問されて居ると知らなかった場合には、強制もなく、警察が支配的な雰囲気も無いので、出てきた情報はミランダを侵犯していない。私的な警備員と「私設の」警官は特別な問題を提起する。彼等は一般的に州のエージェントとは理解されない。しかし警備員を副業とする警官によって行われた尋問は、警官が常に「公務」にあると考えられるのでミランダの保護条項を満たす引き金になるかも知れない。
ミランダ規則の第6、証拠は刑事告発の間に州によって提出されなければならない。この排他的規則の下で、「ミランダ」に欠陥のある供述は検察によって有罪を示す証拠として利用できない。しかし、修正第5条の排他的規則は刑法手続にのみ適用される。特別な手続が刑法のものであるかを決めるときに、裁判所は課すことのできる制裁の懲罰的性格を見ることになる。問題は被告に不利になる結果が懲罰的として性格付けられるかということである。有罪となれば被告に科料が科せられるか投獄されるので、刑事裁判は明らかに刑事手続である。しかし、自由を失わせる可能性はその手続を全く刑法的性格にするものではない。例えば、収容手続は長期間の拘束になったとしても、その拘束が性格的に更生のためであって懲罰のためではないために、刑法手続ではない。同様に保護監察取り消し手続は証拠が付加的懲罰を科す根拠として使われないので、「ミランダ」が直接適用されない。
これら6つの要素があって「ミランダ」が適用されると見なされ、(1)被疑者がそのミランダの権利を知らされ、(2)被疑者が自発的にその権利を放棄するか状況によってミランダ規則の例外になる、ということを検察が示せなければ、陳述は抑制される。被告は州憲法および州刑事犯罪手続法の規定で、陳述を受け入れることに異議申し立てもできる。

## ミランダ警告
いかなる尋問を始める前にも、警官は被疑者に対し、
1. You have the right to remain silent.
（あなたには黙秘権がある。）
2. Anything you say can and will be used against you in a court of law.
（供述は、法廷であなたに不利な証拠として用いられる事がある。）
3. You have the right to have an attorney present before and during questioning.
（あなたは弁護士の立会いを求める権利がある。）
4. If you cannot afford an attorney, one will be provided for you.
（もし自分で弁護士に依頼する経済力がなければ、公選弁護人を付けてもらう権利がある。）

という被疑者の持つ権利を告げて認識させる必要があり、警官による上述の告知を一般にミランダ警告と呼ぶ。権利の本質が被疑者に正しく伝達されることを目的としているため、正確な言葉遣いまでは特に規定されておらず、被疑者にその権利を伝えるときは口頭でも文書でも良い。

## 権利放棄
被疑者にその権利を単純に告げることはミランダ規則を十分に満たすことにはならない。被疑者は尋問に進む前にミランダの権利を自発的に放棄しなければならない。明確な放棄は必ずしも必要でない。しかし、大半の法執行官は、被疑者がその権利を放棄することを表明するように工夫された質問を含む権利放棄書を使う。典型的な放棄に関する質問は(1)貴方はこれらの権利を理解できましたか？(2)これらの権利のそれぞれを理解して、弁護士が同席しなくても警官に話すことを望みますか、となっている。
放棄については「知っており知識が」あらねばならないし、「自発的で」あらねばならない。これらは別々の要求である。最初の要求事項を満たすために、州は被疑者がその権利（黙秘権と相談する権利）を理解したことを示す必要があり、それらの権利を実行した結果（被疑者が供述したことは法廷で不利に使われる可能性がある）を理解したことを示す必要がある。放棄が「自発的で」あることを示すために、州は権利放棄の決断が警察の強制ではないことを示す必要がある。もし警察の強要が示されるか明白である場合は、告発された者の性格と警察が遂行した高圧的性格の特性とに焦点を当てる事態の総合性のもとで、裁判所は放棄の自発性を判断することに進む。究極の問題は事態の総合性の下で、高圧的な警察の行動が個人の意志に打ち勝つだけのものがあったかということである。上にも述べたように、裁判所はこの判断をするにあたって伝統的に2種類の要素を重視した。(1)被疑者の個性、(2)放棄に繋がった状況、である。しかし、最高裁判所は「コロラド州対コンリー事件」判決で著しく自発性の標準を変えた。コンリー事件では、「警察の高圧的行動は、自白が修正第14条の適正手続条項の意味する範囲内で「自発的」ではないという見識に必要な前提である」と裁定した。最高裁判所は被疑者の修正第5条、ミランダの権利の放棄が自発的かを判断するためにこの同じ自発性の基準を適用してきた。かくしてミランダの権利の放棄は、被告がその権利を放棄し警官に話をする決断をしたことが、その自由意志を打ち負かす警官の誤った行動や強圧の産物であると証明できない限り、自発的であるとされた。コンリー事件の後も、伝統的な事態の総合性分析は被告がまず警察の強要を示すことができない限り、そこに進むことすらない。コンリー事件の判断では、被疑者の決断が合理的配慮の産物である必要は無い。放棄が「自発的」であることを示すのに加えて、検察は放棄について「知っており」「知識がある」ことも示さなければならない。基本的にこのことは、被疑者がその権利の基本とその権利を実行する結果の評価を理解していることを、検察が証明しなければならないことを意味している。分析の焦点は被疑者の性格に直接置かれている。もし被疑者がアルコールや薬物の影響下にあるか、感情的あるいは精神的状態が実質的に合理的な判断能力を損なっているような状態にあれば、裁判所は被疑者の放棄が「知っており知識がある」のではないと判断することになるだろう。
放棄は明白で絶対的なものでなければならない。曖昧な表現は放棄として無効であり、警察は被疑者の意図が明白にされるまで尋問に進んではならない。放棄が明白であるという要求は、尋問が始まった後で被疑者がそのミランダの権利について曖昧な主張をする状況とは区別されることになる。放棄の後で被疑者がそのミランダの権利を主張することは、明白で絶対的なものでなければならない。曖昧さがあることは無効とされる。もし被疑者の主張が曖昧であるなら、尋問官は被疑者の意図を明らかにする質問を許されるが、そうする必要があるのでもない。換言すれば、被疑者の主張が曖昧であるなら、警官は被疑者の意図を明確にしようとするか、その無効な主張を単に無視して尋問を続行するかである。この主張のタイミングは重要である。逮捕される前に弁護士を請求することは、ミランダの権利が拘置中の尋問にのみ適用されるので何の関わりもない。警官は単にその要求を無視し、質問を続ければ良いが、被疑者は立ち去り自由でもある。

## 主張
もし被告が黙秘権を主張するならば、全ての尋問は即座に停止されなければならず、警官が被告の主張に「綿密な注意を払って」尋問再開前に有効な放棄を得られなければ、尋問を再開できない。警官が被告の主張に「綿密な注意を払った」かを判断するとき、裁判所は事態の総合性テストを適用する。最も重要な要素は最初の尋問が停止された時と2回目の尋問が始まり尋問再開前にミランダの権利を新たに設定した時との間の時間の長さである。
修正第5条の相談する権利に関する主張の結果は厳密である。警官は即座に全ての尋問を停止し、相談人が同席する（単に相談人と相談するだけでは不十分である）か、被告自身の意志で警官と接触するのでなければ、尋問の再開はできない。被告が再開の接触を行うならば、尋問を再開する前に有効な放棄書を得なければならない。

## 例外
ミランダの6つの規則が満たされているものとして、供述内容がミランダの規則の例外にあたることを検察が実証できなければ、ミランダの規則が適用される。例外は3つ有り、(1)型どおりの容疑者逮捕手続き質問の例外、(2)監獄内情報提供者の例外、および(3)公的安全の例外である。3番目のものだけは間違いなく真の例外であり、最初の2つはミランダの要素と一致して見られる方が良い。例えば、逮捕や保護収容の管理的手続の一部として定型的に尋ねられる質問は、有罪に落とす答えを生ませる意図が無く、そうならない可能性が強いので、ミランダの権利の下での「尋問」とは考えられない。それでも3つの状況全てがこの規則に対する例外として扱われる。監獄内情報提供者の例外は被疑者が州のエージェントに話していることを知らない状況に適用される。ある警官が仲間の囚人の振りをするか、州のためのエージェントとして働く同房者、あるいは州に協力することに同意した家族の一員か友人が有罪とする情報を得た場合のどちらかである。この例外が適用される可能性は小さい。一旦被疑者が正式に告発されると修正第6条の相談する権利が付けられ、秘密の尋問は禁じられる。公的安全の例外は、そのときの状況で公的安全に対する危険が明白に存在するとき、および警官が緊急事態を終わらせることのできる情報を被疑者が持っていると信じるに足る理由を持っているときに適用される。

## 侵犯の結果
ミランダの規則の侵犯、すなわち6つの要素があり如何なる例外も適用されないとき、被疑者の供述はミランダの排他規則のもとに抑制される。すなわち、被告が抑制の提案に反対し、あるいは申し立てするならば、排他規則によって検察が有罪証拠としてその供述を提出することを禁じることになる。しかし、供述は被告の証言に疑問を投げ掛けるためには使うことができる。さらに、「毒樹の果実」原則は適用されない。「毒樹の果実」原則はミランダの侵犯には適用されないので、排他性規則の例外、希薄化、独立した情報源および不可避的発見の法理は、働くようになることは無い。それ故に、派生証拠は十分に許容される。例えば、被疑者が黙秘権行使を主張した後で、警官が拘置中の尋問を続ける。被疑者が権利主張したあとの陳述の中で殺人に使用した拳銃の在りかを警官に告げる。この情報によって警官が拳銃を見付ける。法医学的な試験でその拳銃が殺人の凶器として同定され検察によって重要証拠として提出されるが、拳銃自体と関連する法医学的証拠は抑制されることはない。

## 手続規定
規則は司法権管轄によって異なるが、一般に証拠の許容性を争おうという人は、その憲法に保障される権利を侵害して得られたという根拠で、次の手続規定に従わねばならない。
1. 被告は1つの申し立てを提訴しなければならない[53]。
2. その申し立ては書面に拠らなければならない[54]。
3. その申し立ては裁判の前に提訴しなければならない[55]。
4. その申し立ては被告が証拠の抑圧を求める事実と法の根拠を主張しなければならない[56]。
5. その申し立ては宣誓供述書あるいはその他の書類証拠によって支持されなければならない[57]。
6. その申し立ては州において供されねばならない[53]。

この手続規定を満足できないときは、申し立ての簡易却下になる可能性がある。もし被告が手続規定を満足させるときは、その申し立ては通常、陪審員のいない席で判事によって検討される。判事は証拠について審問し、事実を判断し、法的判断を下し、申し立てを受け入れるか拒絶するかの命令を出す。